# Rauhia
Rauhia is een geslacht uit de narcisfamilie (Amaryllidaceae). De soorten komen voor in Peru.

## Soorten
- Rauhia albescens Meerow & Sagást.
- Rauhia decora Ravenna
- Rauhia multiflora (Kunth) Ravenna
- Rauhia occidentalis Ravenna
- Rauhia staminosa Ravenna

... · 
Acis · 
Amaryllis · 
Boophone · 
Clivia · 
Crinum (Haaklelie) · 
Galanthus (Sneeuwklokje) · 
Hippeastrum · 
Hymenocallis · 
Leucojum (Narcisklokje) · 
Narcissus (Narcis) · 
Pancratium · 
Scadoxus · 
Sprekelia · 
Sternbergia · 
...